# María López García
María López García née le 16 février 1990, est une joueuse de hockey sur gazon espagnole. Elle évolue au poste de défenseure au Club de Campo et avec l'équipe nationale espagnole.
Elle a participé aux Jeux olympiques d'été de 2016.

## Carrière

### Coupe du monde
- : 2018

### Championnat d'Europe
- : 2019

### Jeux olympiques
- Top 8 : 2016, 2020